# Ácsteszér
Ácsteszér – wieś na Węgrzech, w komitacie Komárom-Esztergom, w powiecie Kisbér. W 2014 roku zamieszkiwana przez 688 osób, w 2015 przez 696, a w 2016 przez 691 osób. Jej burmistrzem jest György Lunk.
Miejscowość była po raz pierwszy wzmiankowana w 1392 jako Alch Thezer.
We wsi znajduje się późnobarokowy kościół budowany w latach 1792-1794. Był on trzykrotnie restaurowany – w 1832 roku, pod koniec XIX wieku oraz w 1972 roku. Są w niej również przedszkole, szkoła podstawowa, dom kultury, biblioteka i boisko.
W miejscowości urodził się pisarz i polityk Mihály Táncsics (1799-1884). W jego domu rodzinnym znajduje się muzeum.
W 2001 roku rozkład populacji względem narodowości i przynależności etnicznej wyglądał następująco:
- Węgrzy – 99,6%
- nie podano – 0,4%

Ze względu na wyznawaną religię struktura mieszkańców kształtowała się w 2001 roku następująco:
- Katolicy rzymscy – 84,2%
- Grekokatolicy – 0,5%
- Protestanci – 4,4%
- Ewangelicy – 4,9%
- Ateiści – 4%
- Nie podano – 1,9%